# 蓮池城 (土佐国)
蓮池城（はすいけじょう）は、高知県土佐市にあった日本の城。土佐市指定史跡。嘉応2年（1170年）に成立し、鎌倉時代-戦国時代は大平氏の支配となり、山内氏入国の頃には廃城となった。

## 概要
土佐市中心部の西部に位置し、構造は平野の中の小丘陵の平山城である。

## 歴史・沿革

### 蓮池氏
蓮池城は、平家の有力家人で、平重盛の配下であった在地豪族の蓮池権守家綱が嘉応2年（1170年）に築城したものである。

### 大平氏
- 治承・寿永の乱により家綱は下夜須[3]の夜須七郎行宗に討たれ、蓮池城周辺一帯は近藤国平に与えられた。
- 近藤国平の子孫が大平氏を名乗り350年にわたり蓮池城主となる。
- 最盛期には多くの国人を従え数々の支城を持つ。
- 大平氏は天文15年（1546年）に一条氏に敗れ蓮池城を失う。

### 大平氏以後
- 1555年ごろ 本山氏が一条氏から奪取
- 永禄6年（1563年）に本山氏が朝倉城を失い本拠地の本山に退去し、蓮池城は長宗我部氏の手に落ちた。
- その後、吉良親実が城主になる[4]。
- 長宗我部氏は四国の覇者となるが豊臣秀吉に敗れ土佐一国に減知され、戸次川の戦いで大敗を喫し、関ヶ原の戦いは西軍に付き土佐に生還するも改易された。
- 山内一豊入国のころ、廃城となった。